# Hinkelien Schreuder
Hinkelien Schreuder (ur. 13 lutego 1984 w Goor), holenderska pływaczka, medalistka mistrzostw Świata na krótkim basenie.

## Sukcesy

### Mistrzostwa Świata (25 m)
- 2006 Szanghaj:  (sztafeta, 4x100 m stylem dowolnym)
- 2008 Manchester:  (50 m stylem dowolnym)
- 2008 Manchester:  (50 m stylem motylkowym)
- 2008 Manchester:  (sztafeta, 4x100 m stylem dowolnym)

### Mistrzostwa Europy (50 m)
- 2008 Eindhoven:  (50 m stylem dowolnym)
- 2008 Eindhoven:  (sztafeta, 4x100 m stylem zmiennym)
- 2010 Budapeszt:  (50 m stylem dowolnym)
- 2012 Debreczyn:  (50 m stylem dowolnym)

### Mistrzostwa Europy (25 m)
- 2007 Debreczyn:  (50 m stylem dowolnym)
- 2007 Debreczyn:  (50 m stylem motylkowym)
- 2007 Debreczyn:  (sztafeta, 4x50 m stylem dowolnym)
- 2008 Rijeka:  (50 m stylem motylkowym)
- 2008 Rijeka:  (4 x 50 m stylem dowolnym)
- 2008 Rijeka:  (4 x 50 m stylem zmiennym)
- 2008 Rijeka:  (50 m stylem dowolnym)
- 2009 Stambuł:  (4 x 50 m stylem dowolnym)
- 2009 Stambuł:  (50 m stylem motylkowym)[2]
- 2009 Stambuł:  (4 x 50 m stylem zmiennym)
- 2009 Stambuł:  (50 m stylem dowolnym)
- 2009 Stambuł:  (100 m stylem zmiennym)